# Luka Vušković
Luka Vušković (Split, 24. veljače 2007.) hrvatski je nogometaš koji igra na poziciji stopera za Tottenham Hotspur.

## Klupska karijera
Rođen u Splitu, Vušković je napredovao kroz akademiju splitskog Hajduka, postavši najmlađi Hrvat koji je igrao i zabijao u UEFA Ligi mladih.
Svoj neslužbeni debi imao je s 15 godina, igrajući u prijateljskoj utakmici protiv Uranije u rujnu 2022. Dana 16. prosinca 2022. zabio je u pobjedi 4:3 nad njemačkim Schalkeom 04 u prijateljskoj utakmici.
Dana 26. veljače 2023., dva dana nakon svog šesnaestog rođendana, Vušković je imao svoj profesionalni debi, startao je i odigrao 90 minuta u ligaškom derbiju protiv zagrebačkog Dinama, koji je završio porazom 4:0 za njegovu momčad. U tom procesu postao je najmlađi igrač u hrvatskoj ligi, zajedno s Markom Dabrom; također je postao najmlađi igrač koji je ikada nastupio na utakmici vječnog derbija, pretekavši Josipa Bašića.
Dana 2. ožujka 2023., Vušković je zabio početni pogodak u pobjedi Hajduka nad Osijekom rezultatom 2–1 u četvrtfinalu Hrvatskog nogometnog kupa. Postigavši pogodak sa 16 godina i 5 dana postao je najmlađi strijelac u povijesti splitskog Hajduka u službenim utakmicama. Dana 25. rujna 2023. Vušković je postigao dogovor s Tottenham Hotspurom o pridruživanju klubu Premier lige 2025. godine, u ugovoru koji će trajati do 2030. Prijavljeno je da je posao vrijedan oko 12 milijuna funti.

## Reprezentativna karijera
Vušković predstavlja Hrvatsku na međunarodnoj razini u mladim kategorijama.

## Osobni život
Podrijetlom je iz nogometne obitelji. Njegov otac Danijel Vušković, prije je igrao za splitski Hajduk, a sada je trener mlade momčadi. Njegov djed Mario igrao je za mlade momčadi splitskog Hajduka za vrijeme Tomislava Ivića, a nogometnu karijeru nastavio je graditi u Nizozemskoj. Njegov pradjed Marko, također je igrao za splitski Hajduk tijekom Drugog svjetskog rata, a zatim je radio kao direktor kluba.
Nedavno je njegov brat, također po imenu Mario, napustio splitski Hajduk i otišao u Njemačku, gdje se pridružio Hamburgeru SV. Njegovi rođaci, Moreno i Vito, također su nogometaši, kao i njihov otac Ronald.

## Stil igre
S 193 cm Vušković ima prednost među mladim igračima zbog svoje visine. Ističe se svojim pozicioniranjem i sposobnošću čitanja igre suparničke momčadi i djelovanja u skladu s time. Ima sposobnost odličnoga igranja glavom, što ga čini opasnim za tijekom prekida. Zbog toga je među najboljim strijelcima među mladim igračima, iako igra na poziciji središnjeg braniča. Njegova impozantna tjelesna građa također mu daje prednost kao braniču, dok mu brzo razmišljanje i distribucija lopte olakšavaju napade. Jacek Kulig, skaut stručnjak, ustvrdio je da Vušković nema značajnijih nedostataka. Vuškovićev stil igre uspoređivali su sa stilom španjolskog reprezentativca Gerarda Piquéa.

## Vanjske poveznice
- Profil, Hrvatski nogometni savez
- Profil, Soccerway (engl.)